# Universitatea Syracuse
Universitatea Syracuse (denumită în mod obișnuit Syracuse, 'Cuse, sau SU) este o universitate particulară de cercetare din Syracuse, New York, Statele Unite ale Americii. Instituția își are originea în Genesee Wesleyan Seminar (care a devenit mai târziu Colegiul Genesee), fondat în 1831 de către Biserica Episcopală Metodistă din Lima, New York. După mai mulți ani de dezbateri cu privire la relocarea colegiului la Syracuse, universitatea a fost înființată în 1870, în mod independent de colegiu. Din anul 1920, universitatea s-a identificat ca nesectaristă, deși menține o relație cu Biserica Metodistă.

## Organizare

### Syracuse University Press
A fost fondată pe 2 august 1943 de cancelarul William Pearson Tolley și de finanțatorul Thomas J. Watson. Domeniile de interes ale editurii sunt studiile cu privire la Orientul Mijlociu, studiile cu privire la nativii americani, pacea și rezolvarea conflictelor, studiile irlandeze și studiile evreiești etc. Editura are o reputație internațională în ceea ce privește studiile irlandeze și studiile cu privire la Orientul Mijlociu. Ea este membru al Association of American University Presses.

## Absolvenți

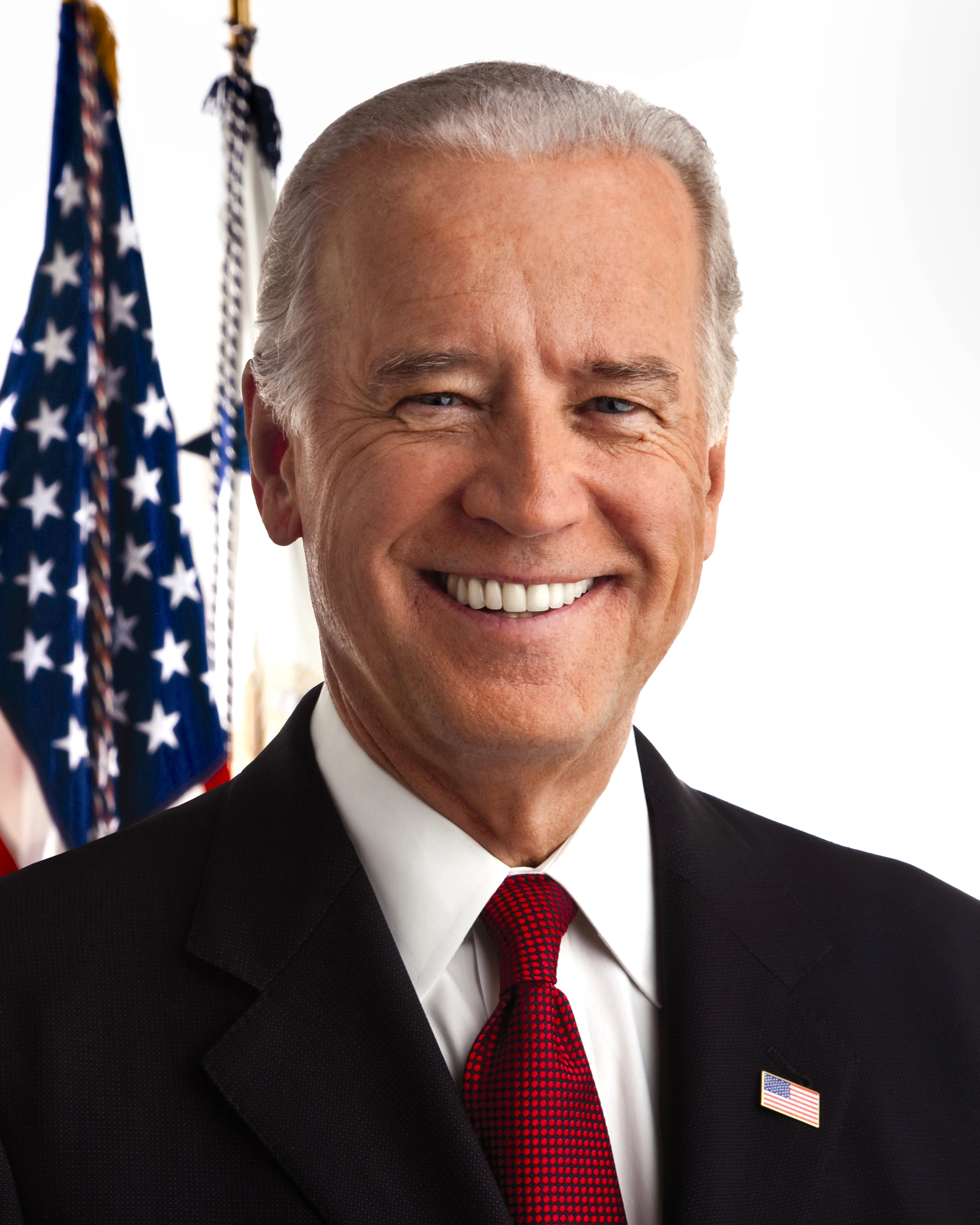
Joseph (Joe) Biden (1968), 47-lea vicepreședinte al Statelor Unite

Printre persoanele care au frecventat sau absolvit Universitatea Syracuse se află scriitorii Stephen Crane, Joyce Carol Oates, John D. MacDonald, Cheryl Strayed, Shirley Jackson și Alice Sebold; William Safire, comentator câștigător al Premiului Pulitzer; Pierre Raimond, fizician; Sir Moses I. Finley, profesor de istorie la Universitatea Cambridge; Sir John Stanley, membru al Parlamentului Britanic; Arthur Rock, legendar investitor și cofondator al Intel; Vishal Sikka, CEO și MD al Infosys; Donna Shalala, CEO al Clinton Foundation; Joe Biden, fost vicepreședinte al Statelor Unite; Robert Jarvik, inventatorul primii inimi artificiale implantate în corpul unei ființe umane; Eileen Collins, prima femeie comandant al unei navete spațiale; prințul Sultan bin Salman, primul arab, primul musulman și cea mai tânără persoană care a călătorit în spațiu; Robert Menschel, legendar partener/director la Goldman Sachs; Marilyn Loden, cea care a inventat fraza „plafon de sticlă”; Samuel Irving Newhouse, Jr., proprietar al publicațiilor Conde Nast; Lowell Paxson, fondatorul Home Shopping Network; muzicianul Lou Reed; Betsey Johnson, designer de modă; David P. Weber, avocat și evaluator al fraudelor, cel care a raportat abateri săvârșite de Bernard L. Madoff și R. Allen Stanford; și prințul Al-Waleed bin Talal, un important investitor și membru al familiei regale saudite. Emily C. Gorman, fostul director al Women's Army Corps, a absolvit studii postuniversitare la Syracuse.
Printre absolvenții care lucrează în mass-media se numără Ted Koppel, Megyn Kelly, Michael Barkann, Bob Costas, Marv Albert, Len Berman, Marty Glickman, Dorothy Thompson, Beth Mowins, Dave Pasch, Sean McDonough, Ian Vultur, Dave O'Brien, Dick Stockton, Arun Shourie, Mike Tirico, Brian Higgins, Adam Zucker, Lakshmi Singh, Larry Hryb (un angajat de la Microsoft, fost prezentator al Clear Channel Communications), Steve Kroft de la 60 Minutes, câștigătorul Premiului Pulitzer Eugene Payne și Adam Schein de la Mad Dog Sports Radio.

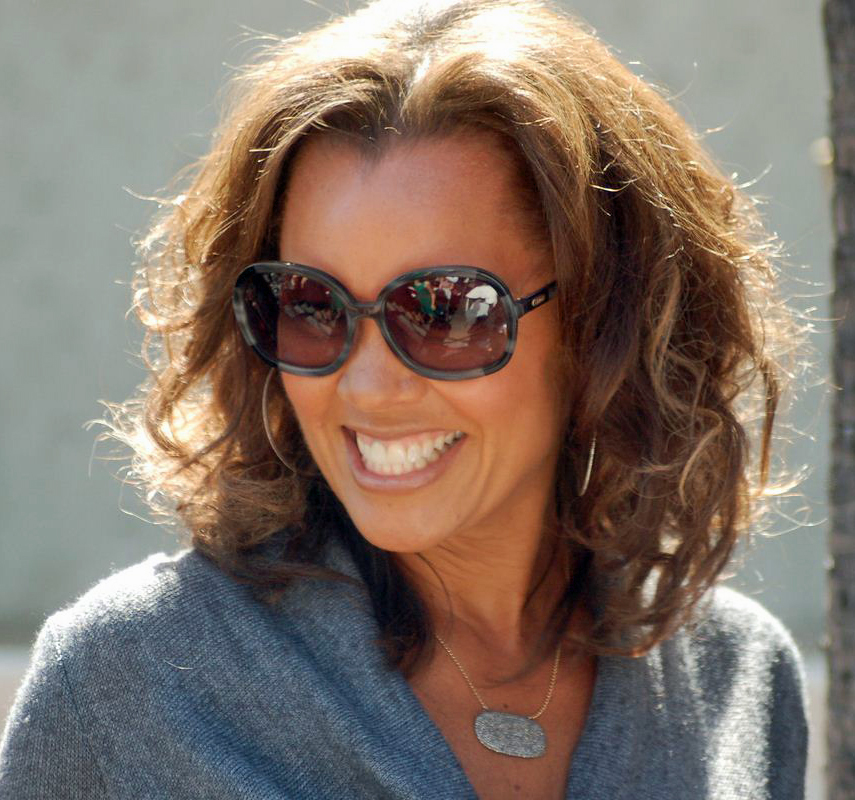
Vanessa Williams, actriță și cântăreață

Absolvenți notabili care activează în domeniul artelor interpretative sunt Dick Clark, Taye Diggs, Rob Edwards, Peter Falk, Vera Farmiga, Peter Guber, Peter Hyams, Frank Langella, Jessie Mueller, Lou Reed, Tom Everett Scott, Aaron Sorkin, Jerry Stiller, Lexington Steele, Bill Viola, Vanessa Williams și Pete Yorn .